# Вольница (Могилёвская область)
Во́льница (бел. Вольніца) — деревня в составе Мощаницкого сельсовета Белыничского района Могилёвской области Республики Беларусь.

## Население
- 2010 год — 30 человек